# アフマド・アーレネメ
アフマド・アーレネメ（Seyed Ahmad Alenemeh、1982年10月20日 - ）は、イランの元サッカー選手。元イラン代表。ポジションはディフェンダー。

## 来歴
2007年にイラン代表でデビュー。2009年以降代表からは外れたが、2014年に代表に復帰、出場機会は無かったが、2014 FIFAワールドカップのメンバーにも選ばれた。イラン代表として通算9試合に出場、1得点をあげた。

## 代表歴

### 出場大会
- イラン代表
  - 2014 FIFAワールドカップ

### 試合数
- 国際Aマッチ 9試合 0得点（2007年-2014年）[1]

| イラン代表 | 国際Aマッチ | 国際Aマッチ |
| 年         | 出場        | 得点        |
| ---------- | ----------- | ----------- |
| 2007       | 2           | 0           |
| 2008       | 4           | 1           |
| 2009       | 0           | 0           |
| 2010       | 0           | 0           |
| 2011       | 0           | 0           |
| 2012       | 0           | 0           |
| 2013       | 0           | 0           |
| 2014       | 3           | 0           |
| 通算       | 9           | 1           |